# 静岡市立清水江尻小学校
静岡市立清水江尻小学校（しずおかしりつ しみずえじりしょうがっこう）は、静岡県静岡市清水区江尻町にある公立小学校。

## 沿革
- 1873年（明治6年） - 本郷妙蓮寺にて「日知館」として発足[1]。
- 1882年（明治15年） - 紺屋町に新築し「江尻学校」に称する[1]。
- 1888年（明治21年） - 「江尻尋常小学校」に改称[1]。
- 1924年（大正13年） - 「清水市立江尻高等尋常小学校」に改称。
- 1941年（昭和16年） - 「清水市江尻国民学校」に改称[1]。
- 1947年（昭和22年）4月 - 「清水市立江尻小学校」に改称[1]。
- 1973年（昭和48年）2月 - 開校100年祭を実施[1]。
- 2003年（平成15年）4月 - 静岡市との合併に伴い、「静岡市立清水江尻小学校」に改称[1]。

## 通学区域
清水区

| - 永楽町 - 江尻台町 - 江尻町 - 江尻東一～三丁目 - 大手一丁目・二丁目 | - 大手三丁目の一部 - 小芝町 - 銀座 - 渋川一丁目の一部 - 高橋町 | - 高橋南町 - 宝町 - 天神一丁目・二丁目 - 二の丸町 - 真砂町 |

## 著名な出身者
- 綾部美知枝 - サッカー指導者、元日本サッカー協会特任理事
- 水島武蔵 - サッカー選手、指導者
- 山下大輔-野球選手、解説者
- 風間八宏‐サッカー選手、指導者

## アクセス
- しずてつジャストライン梅ヶ谷蜂ヶ谷線 「江尻台町」停留所から、徒歩5分
- しずてつジャストライン国道東静岡清水線 「二の丸町」停留所から、徒歩3分